# Plácido Galindo
Plácido Galindo (ur. 9 marca 1902 w Limie, zm. 22 października 1988 tamże) – peruwiański piłkarz, reprezentant kraju, grający na pozycji pomocnika.

## Kariera klubowa
Galindo w latach 1924–1935 grał w klubie Universitario de Deportes. W barwach tego zespołu dwukrotnie świętował mistrzostwo Primera División Peruana w sezonach 1929 i 1934. Po sezonie 1934/35 zakończył karierę piłkarską. Pozostał jednak w Deportes, będąc prezydentem klubu w latach 1954–1956, 1956–1958 oraz 1958–1963.

## Kariera reprezentacyjna
Galindo w 1929 został powołany na turniej Copa América 1929, lecz nie wystąpił w żadnym ze spotkań, a Peru zakończyło rozgrywki na 4. miejscu. 
Rok później został powołany przez trenera Francisco Bru na pierwsze w historii Mistrzostwa Świata. Podczas turnieju rozgrywanego w Urugwaju wystąpił w dwóch spotkaniach z Rumunią i gospodarzami mistrzostw Urugwajem. W inauguracyjnym spotkaniu tej grupy po raz pierwszy na mistrzostwach świata zawodnik otrzymał czerwoną kartkę. Był to właśnie Galindo. Łącznie Galindo zagrał w koszulce reprezentacji Peru trzykrotnie. 
| Mecze i gole w reprezentacji | Mecze i gole w reprezentacji | Mecze i gole w reprezentacji | Mecze i gole w reprezentacji | Mecze i gole w reprezentacji | Mecze i gole w reprezentacji | Mecze i gole w reprezentacji |
| #                            | Data                         | Miasto                       | Przeciwnik                   | Gol                          | Wynik                        | Rozgrywki                    |
| ---------------------------- | ---------------------------- | ---------------------------- | ---------------------------- | ---------------------------- | ---------------------------- | ---------------------------- |
| 1.                           | 14.07.1930                   | Montevideo                   | Rumunia                      |                              | 1:3                          | MŚ 1930                      |
| 2.                           | 18.07.1930                   | Montevideo                   | Urugwaj                      | Gol                          | 0:1                          | MŚ 1930                      |

## Sukcesy
Universitario de Deportes
- Mistrzostwo Primera División Peruana (2): 1929, 1934